# Ecrã tátil

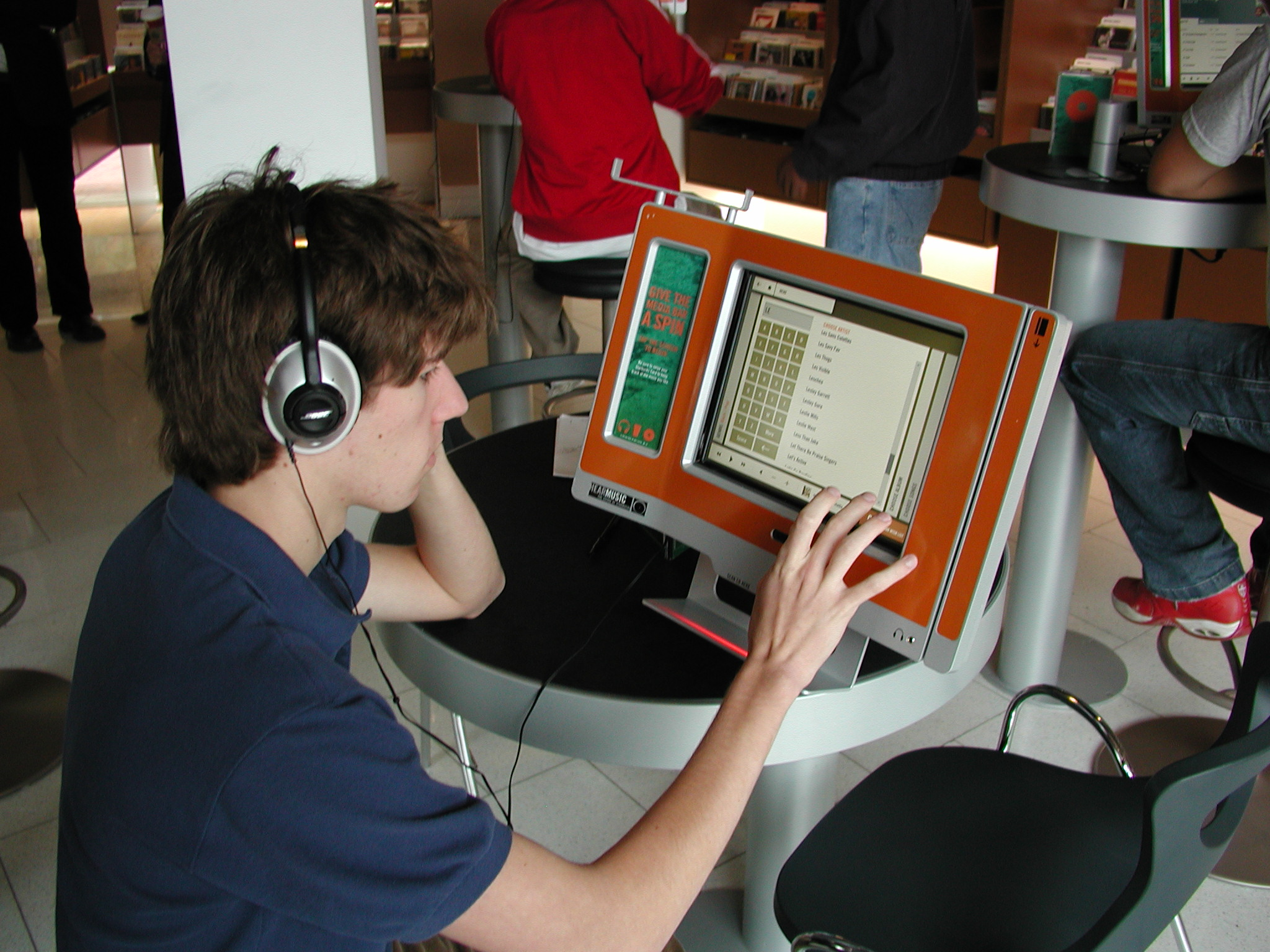
Um ecrã tátil usado para ouvir música

Um ecrã tátil (português europeu) ou tela sensível ao toque (português brasileiro) é um tipo de ecrã sensível à pressão, dispensando, assim, a necessidade de outro periférico de entrada de dados, como o teclado. Funciona também como filtro para as radiações do monitor e elimina a eletricidade estática.
A película tátil pode ser ativada com a pressão de um dedo ou de uma caneta de feltro (sem tinta). Este ecrã é ideal para jogos, para desenho no computador, ou outras atividades pedagógicas. São especialmente utilizados em PDA e em terminais bancários de distribuição de dinheiro.

## História

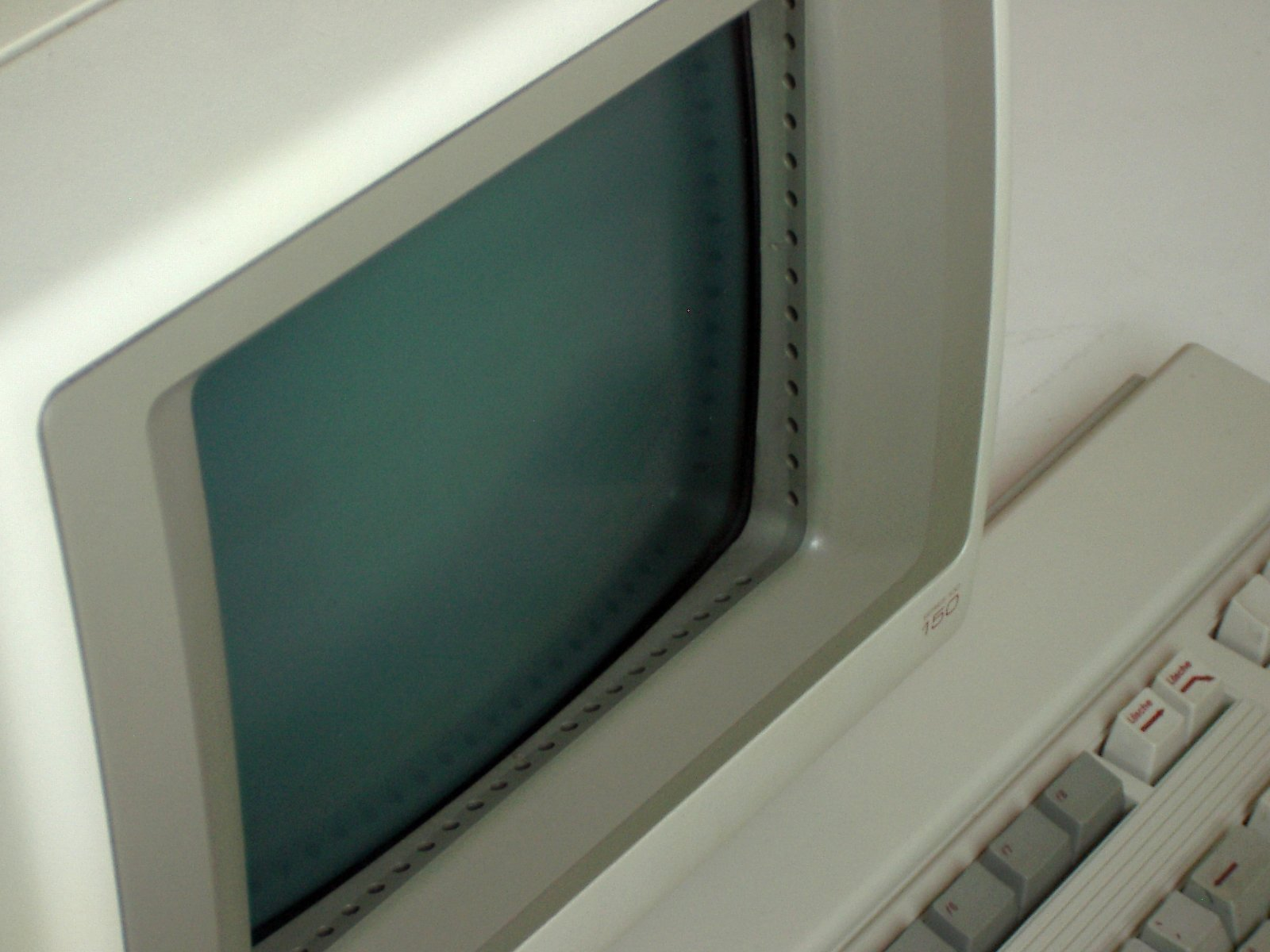
O computador HP-150 de 1983.

O primeiro artigo descrevendo um ecrã tátil foi publicado por E.A. Johnson em 1965, contudo a primeira implementação veio por uma tela transparente sensível ao toque criada pelos engenheiros do CERN Frank Beck e Bent Stumpe em 1973. O primeiro dispositivo multitoque foi desenvolvido pela Universidade de Toronto em 1982. O primeiro produto desenvolvido foi o computador HP-150 lançado em 1983. O primeiro aparelho telefônico com função de toque foi o IBM Simon de 1993. A tela sensível ao toque se popularizou principalmente através dos PDAs lançados na década de 1990 e do iPhone lançado em 2007.

## Classificação das tecnologias utilizadas
Há uma série de tipos de tecnologia utilizada na fabricação de telas sensíveis a toque. Vejamos algumas delas:

### Resistivo
Um ecrã tátil resistivo é composto de várias camadas. Quando alguns retoques objeto deste tipo de painel tátil, as camadas estão conectados em um determinado ponto, o painel então eletricamente atos semelhantes aos divisores de tensão com duas saídas ligadas. Isto provoca uma mudança na corrente elétrica, que é registrada como um evento toque e enviada para o controlador de transformação.
Um ecrã resistivo oferece entre 75% a 85% de precisão, e necessitam sempre de ser calibrados, por causa do desgaste do material, o que acaba mudando a tensão de referência. São os ecrãs mais baratos do mercado.

### Capacitivo
Ecrãs de toque Capacitiva Projetada consistem num sensor feito de uma retícula de microfios laminados entre duas camadas de vidro. Esse conjunto pode ser montado por trás de uma instalação, como por exemplo uma vitrine, incluindo até vidros de segurança até 18 mm.
Durante o toque, uma capacitância é formada entre o dedo e o sensor reticulado. A localização do toque é calculada em função da alteração das características elétricas no sensor.
A precisão deste tipo de ecrã é praticamente 100% e é de alta durabilidade, não podendo, no entanto, trabalhar em ambientes muito frios ou muito quentes.

## Tecnologia inovadora
O ecrã tátil integrado utiliza a melhor tecnologia tátil - o infravermelho - que dispensa calibrações e a facilidade de utilização reduz o tempo de cada transação e permite um rápido treino dos empregados.

### Ecrã multitátil
Um ecrã multitátil reconhece múltiplos pontos de interação simultâneos, frequentemente incluindo também a pressão de cada um independentemente, assim como a posição. Isso permite gestos e interação através de vários dedos ou mãos, aumentando a qualidade da utilização do ecrã, contribuindo para a manipulação direta através de gestos intuitivos. Dependendo do tamanho do ecrã, alguns dispositivos suportam mais de um utilizador no sistema simultaneamente. A técnica está presente desde 1982 com o trabalho pioneiro da Universidade de Toronto e Bell Labs.